# Vabang!
Vabang! – debiutancki album zespołu Vavamuffin. Zawiera 15 utworów utrzymanych w rytmach reggae i raggamuffin. Został wydany przez Karrot Kommando w 2005.
Płyta była bardzo dużym wydarzeniem na polskiej scenie reggae. Została nagrodzona m.in. w plebiscycie magazynu Free Colours jako Najlepsza płyta polska oraz Najlepszy polski debiut płytowy, a aż 4 piosenki z niej znalazły się w pierwszej siódemce kategorii Najlepsza polska piosenka.

## Lista utworów
Źródło.
1. Bless
2. Jah jest Prezydentem
3. I Give You One Love
4. Babilon da Bandit
5. Paragon
6. VavaTo
7. Sekta (ukazał się również singel 7" Sekta, 2006, Karrot Kommando)
8. Tradition
9. Serce
10. Paramonov
11. Smoking
12. To on!
13. Chwilunia
14. With Me One Love - RMX by Activator Mario Dziurex
15. Horn's Heart - RMX by Tom Horn